# 阿爾巴赫河 (維爾德巴赫河支流)
50°47′35.90″N 8°0′56.60″E / 50.7933056°N 8.0157222°E

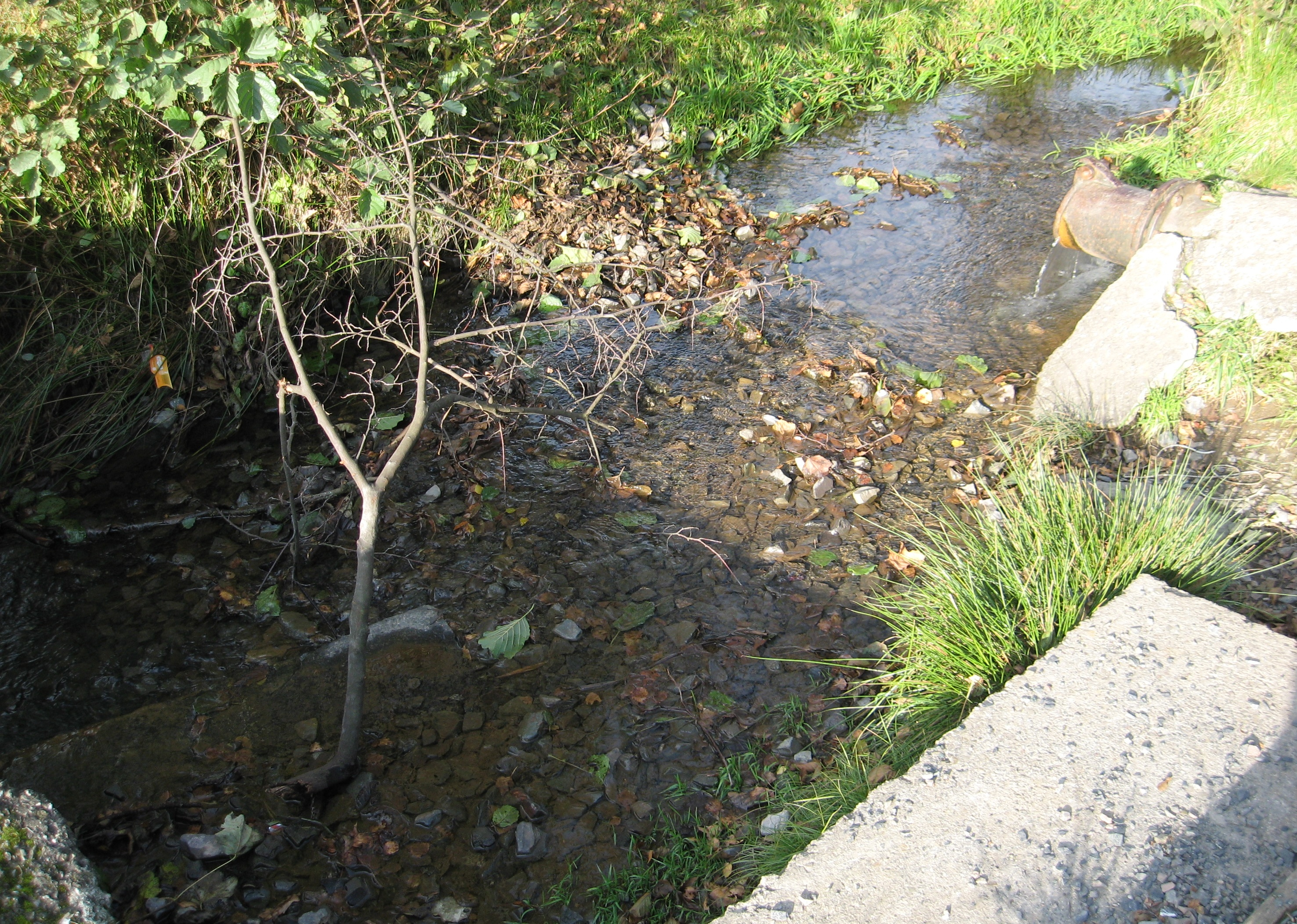

阿爾巴赫河（德語：Arbach），是德國的河流，位於該國西部，處於北萊茵-威斯特法倫州，屬於維爾德巴赫河的支流，河道全長3.8公里，流域面積4.7平方公里。